# Euthelepus serratus
Euthelepus serratus är en ringmaskart som beskrevs av Anne D. Hutchings och Glasby 1986. Euthelepus serratus ingår i släktet Euthelepus och familjen Terebellidae. Inga underarter finns listade i Catalogue of Life.